# Hydra intermedia
Hydra intermedia är en nässeldjursart som beskrevs av De Carvalho Wolle 1978. Hydra intermedia ingår i släktet Hydra och familjen Hydridae. Inga underarter finns listade i Catalogue of Life.